# Tilominis
Els tilominis (Tylomyini) són una tribu de rosegadors de la subfamília dels tilomins. Viuen a Centreamèrica i Sud-amèrica. El grup se subdivideix dos gèneres. El gènere Ototylomys, que és monotípic, representa una espècie que mesura 10–19 cm de llargada i pesa 63–120 g, mentre que les set espècies que componen el gènere Tylomys mesuren 17–26 cm de llargada. Diverses espècies d'aquesta tribu són considerades vulnerables o en perill d'extinció per la Unió Internacional per a la Conservació de la Natura (UICN).